# Blåförskjutning

Rödförskjutning respektive blåförskjutning på grund av dopplereffekt.

Blåförskjutning är motsatsen till rödförskjutning, det vill säga den förskjutning som uppstår på grund av dopplereffekten när föremålet färdas snabbt mot observatören. Detta kan man se inom astronomin.